# Podkarwiec
Podkarwiec – jezioro w Polsce w województwie warmińsko-mazurskim, w powiecie mrągowskim, w gminie Mrągowo.

## Położenie
Jezioro leży na Pojezierzu Mazurskim, w mezoregionie Pojezierza Mrągowskiego. Nad brzegiem zbiornika wodnego położone są miejscowości Marcinkowo i Gwiazdowo. Jezioro ma połączenie poprzez Nikutowską Strugę z jeziorami Karw od zachodu i Dłużek od wschodu. Od północy istnieje także połączenie z Czarnym Jeziorem.
Jezioro Leży na terenie obwodu rybackiego jeziora Podkarwiec w zlewni rzeki Łyna – nr 59.

## Morfometria
Według danych Instytutu Rybactwa Śródlądowego powierzchnia zwierciadła wody jeziora wynosi 9,3 ha. Średnia głębokość zbiornika wodnego to 4,7 m, a maksymalna to 11,1 m. Lustro wody znajduje się na wysokości 149,6 m n.p.m. Objętość jeziora wynosi 436,0 tys. m³.
Inne dane uzyskano natomiast poprzez planimetrię jeziora na mapach w skali 1:50 000 według Państwowego Układu Współrzędnych 1965, zgodnie z poziomem odniesienia Kronsztadt. Otrzymana w ten sposób powierzchnia zbiornika wodnego to 10,0 ha, a wysokość bezwzględna lustra wody to 148,9 m n.p.m.